# 金平楼梯草
金平楼梯草（学名：Elatostema jinpingense）为荨麻科楼梯草属的植物，为中国的特有植物。分布于中国大陆的云南等地，生长于海拔1,800米的地区，一般生长在山谷密林下，目前尚未由人工引种栽培。